# Laeops clarus
Laeops clarus és un peix teleosti de la família dels bòtids i de l'ordre dels pleuronectiformes.

## Morfologia
Pot arribar als 15,5 cm de llargària total.

## Distribució geogràfica
Es troba a les costes de les Filipines.